# Berthecourt
Berthecourt är en kommun i departementet Oise i regionen Hauts-de-France i norra Frankrike. Kommunen ligger i kantonen Noailles som tillhör arrondissementet Beauvais. År 2022 hade Berthecourt 1 574 invånare.

## Befolkningsutveckling
Antalet invånare i kommunen Berthecourt
| Referens: INSEE |